# Aron Pollitz
Aron Pollitz, född 11 februari 1896 i Basel, död 13 november 1977 i Basel, var en schweizisk fotbollsspelare.
Pollitz blev olympisk silvermedaljör i fotboll vid sommarspelen 1924 i Paris.